# Сан-Бернарду-ду-Кампу
Сан-Бернарду-ду-Кампу (порт. São Bernardo do Campo) — муниципалитет в Бразилии, входит в штат Сан-Паулу. Составная часть мезорегиона Агломерация Сан-Паулу. Находится в составе крупной городской агломерации Агломерация Сан-Паулу. Входит в экономико-статистический микрорегион Сан-Паулу. Население составляет 781 390 человек на 2007 год. Занимает площадь 406,180 км². Плотность населения — 1.923,8 чел./км².
Праздник города — 20 августа.

## История
Основан в 1553 году португальским конкистадором Жуаном Рамалью.

## Статистика
- Валовой внутренний продукт на 2005 составляет 19.448.018 mil реалов (данные: Бразильский институт географии и статистики).
- Валовой внутренний продукт на душу населения на 2005 составляет 24.663,00 реалов (данные: Бразильский институт географии и статистики).
- Индекс развития человеческого потенциала на 2000 составляет 0,834 (данные: Программа развития ООН).

## География
Климат местности: субтропический. В соответствии с классификацией Кёппена, климат относится к категории Cwa.

## Города-побратимы
- Монтиньи-ле-Бретоннё (Франция, с 2007)